# Harriot Stanton Blatch
Harriot Eaton Stanton Blatch, född 20 januari 1856 i Seneca Falls, New York, död 20 november 1940 i Greenwich, Connecticut, var en amerikansk feminist.
Stann, som var dotter till Elizabeth Cady Stanton, ingick 1882 äktenskap med en engelsman och kom att verka i Storbritannien inom både suffragettrörelsen och Fabian Society. Erfarenheten av den brittiska rösträttsrörelsens militanta taktik gjorde henne besviken över den amerikanska, som i början av 1900-talet försvagats och hon grundade av denna anledning 1907 Women's Political Union i New York. Syftet var att öka det politiska medvetandet inom rörelsen och att attrahera arbetarkvinnor, vilket blev en stor framgång. Under första världskriget arbetade hon med förplägnad och inom Woman's Land Army of America samt skrev Mobilizing Woman-Power (1918). Hon ansåg att kvinnors deltagande i krigsverksamhet skulle öka möjligheterna att uppnå likställdhet mellan könen. Efter krigsslutet anslöt hon sig till Alice Paul och National Woman's Party i syfte att verka för Equal Rights Amendment.